# Mount Aorangi
Mount Aorangi ist mit 3135 m Höhe der höchste Berg der Millen Range in den Victory Mountains des ostantarktischen Viktorialands.
Mitglieder der New Zealand Federated Mountain Clubs Antarctic Expedition (1962–1963) benannten ihn nach dem Begriff „Aorangi“ aus dem Māori, was so viel bedeutet wie „Wolkendurchstecher“.